# Olceclostera amelda
Olceclostera amelda är en fjärilsart som beskrevs av Dyar 1915. Olceclostera amelda ingår i släktet Olceclostera och familjen silkesspinnare. Inga underarter finns listade i Catalogue of Life.